# Gerhard Schrader
Gerhard Schrader (25 de fevereiro de 1903 - 10 de abril de 1990) foi um químico alemão especializado na descoberta de novos inseticidas, na esperança de avançar na luta contra a fome no mundo. Schrader é mais conhecido por sua descoberta acidental dos agentes nervosos, como sarin e tabun, e por isso ele é muitas vezes chamado de "pai dos agentes nervosos".
Schrader nasceu em Bortfeld, perto de Wendeburg, na Alemanha. Ele iniciou seus estudos em Braunschweig e mais tarde estudou química na Universidade de Tecnologia de Braunschweig.  Mais tarde, ele foi empregado na divisão Bayer AG da IG Farben.
Schrader descobriu vários inseticidas que atuam de maneira muito eficaz, incluindo o bladan (o primeiro inseticida de contato totalmente sintético) e o paration (E 605). Em 1936, quando trabalhava no gigante conglomerado alemão IG Farben, ele estava experimentando uma classe de compostos chamados organofosfatos, que matavam insetos interrompendo seus sistemas nervosos. Em vez de um novo inseticida, ele acidentalmente descobriu o tabun, um composto organofosfato extremamente tóxico e um agente nervoso. Durante a Segunda Guerra Mundial, sob o regime nazista, equipes lideradas por Schrader descobriram mais dois agentes nervosos organofosforados e um quarto depois da guerra:
- Tabun (1936)
- Sarin (1938)
- Soman (1944)
- Ciclosarina (1949)